# پیتر فن دن بوس
پیتر فن دن بوس (هلندی: Pieter van den Bosch; ۳۱ اکتبر ۱۹۲۷ – ۳۱ ژانویهٔ ۲۰۰۹) بازیکن فوتبال اهل بلژیک بود.
از باشگاه‌هایی که در آن بازی کرده‌است می‌توان به باشگاه فوتبال اندرلشت اشاره کرد.
وی همچنین در تیم ملی فوتبال بلژیک بازی کرده‌است.